# William Farren junior
William Farren Junior (Londra, 28 settembre 1825 – Siena, 25 settembre 1908) è stato un attore teatrale inglese.

## Biografia
Nato a Kensington, figlio di Harriet Elizabeth Savill e di William Farren, aveva un fratello Henry (1826-1860) e una sorellastra Helena Faucit (il padre di lei era John Saville Faucit). Fu zio di Nellie Farren.